# NGC 3032
NGC 3032 este o infrared source⁠(d) situată în constelația Leul. A fost descoperită în 1827 de către John Herschel. Se află la o distanță de 21,98 de megaparseci de Pământ.